# Trophée Barthés B 2019
El Trophée Barthés B del 2019 fue la primera edición del segundo nivel del torneo juvenil africano de rugby.
Este año hubo un cambio en la competición, hasta 2018 participaban 8 equipos, divididos en 2 grupos por criterios geográficos, ahora, con la incorporación de nuevas selecciones, se crea los torneos A, B y C. En este nivel, participaron, las cuatro selecciones clasificadas entre el 5.º y el 8.º puesto de la edición pasada.
Madagascar, ganó el trofeo, y por tanto, la clasificación al Trophée Barthés A 2020. Por el contrario, Marruecos clasificó último y desciende al Trophée Barthés C 2020.
Los partidos se llevaron a cabo en las instalaciones del Prince Edward School, de Harare, Zimbabue.

## Equipos participantes
- Selección juvenil de rugby de Costa de Marfil
- Selección juvenil de rugby de Madagascar
- Selección juvenil de rugby de Marruecos
- Selección juvenil de rugby de Zimbabue

## Play off
|  | Semifinales     | Semifinales |    |                 | Final        | Final      |  |
|  | 4 de abril      | 4 de abril  |    |                 | 7 de abril   | 7 de abril |  |
|  |                 |             |    |                 |              |            |  |
|  |                 |             |    |                 |              |            |  |
|  | Zimbabue        | 26          |    |                 |              |            |  |
|  | Costa de Marfil | 10          |    |                 |              |            |  |
|  |                 |             |    |                 |              |            |  |
|  |                 |             |    |                 |              |            |  |
|  |                 |             |    |                 | Zimbabue     | 25         |  |
|  |                 | Madagascar  | 27 |                 |              |            |  |
|  |                 |             |    |                 |              |            |  |
|  |                 |             |    |                 |              |            |  |
|  |                 |             |    |                 | Tercer lugar |            |  |
|  |                 |             |    |                 |              |            |  |
|  | Marruecos       | 0           |    | Costa de Marfil | 38           |            |  |
|  | Madagascar      | 65          |    |                 | Marruecos    | 6          |  |

## Semifinales
| 17 de abril, 13:30 | Zimbabue | 26 - 10 | Costa de Marfil |                         |                         |
|                    |          | Reporte |                 | Árbitro(s): Zaid Isaacs | Árbitro(s): Zaid Isaacs |

| 17 de abril, 15:30 | Marruecos | 0 - 65  | Madagascar |                          |                          |
|                    |           | Reporte |            | Árbitro(s): Jiriji Aymen | Árbitro(s): Jiriji Aymen |

## Tercer puesto
| 20 de abril, 10:00 | Costa de Marfil | 38 - 6  | Marruecos |                          |                          |
|                    |                 | Reporte |           | Árbitro(s): Victor Oduor | Árbitro(s): Victor Oduor |

## Final
| 20 de abril, 12:00 | Zimbabue | 25 - 27 | Madagascar |                            |                            |
|                    |          | Reporte |            | Árbitro(s): Bahroun Heykel | Árbitro(s): Bahroun Heykel |

| Bandera de Madagascar |
| Campeón Madagascar    |
| Primer título         |